# جان وود (قایقران کانو)
جان وود (انگلیسی: John Wood; ۷ ژوئن ۱۹۵۰ – ۲۵ ژانویهٔ ۲۰۱۳) قایقران کانو اهل کانادا بود.